# بورلی بین
بِوِرلی بِین (انگلیسی: Beverly Bayne؛ ‏ ۱۱ نوامبر ۱۸۹۴ – ۱۸ اوت ۱۹۸۲) بازیگر تئاتر و سینما اهل ایالات متحده آمریکا بود.

## اوایل زندگی
«بِوِرلی بِین» زادهٔ شهر مینیاپولیس در ایالت مینه‌سوتا است. در سن ۶ سالگی، به شیکاگو، ایلینوی آمد و مدتی را در آنجا بود. سپس به فیلادلفیا، پنسیلوانیا رفت و سرانجام مجدداً به شیکاگو، ایلینوی آمد و در همان‌جا سکنی گزید. او در سن ۱۶ سالگی و از رویِ کنجکاوی، سری به استودیو اسنای زد. در آنجا به او گفتند که چهره‌ای سینمایی دارد. «بِوِرلی بِین» کارش را حقوق هفته‌ای ۳۵ دلار آغاز کرد و خیلی زود این مبلغ، به ۷۵ دلار در هفته رسید. ظرف چند سال بعدی؛ حقوق هفتگی او ۳۵۰ دلار بود.

## زندگی حرفه‌ای
«بِوِرلی بِین» در سال ۱۹۱۲، با بازی در دو فیلم «رقیبان» و «نزول‌خور» کار سینمایی‌اش را آغاز کرد که در فیلم دوم، نقش اصلی زن را بعهده داشت. در آن زمان گلوریا سوانسون هم در استخدامِ استودیو اسنای بود و گفته می‌شود یکبار، از اینکه چشمان [زیبای] قهوه‌ای «بِوِرلی بِین» را ندارد (چشمان خودش آبی بود) گریسته بود؛ چرا که در آن دوران، چشمان قهوه‌ای را در عکاسی و تصویربرداری، ترجیح می‌دانند. از بازیگران دیگری که در استخدامِ استودیو اسنای بودند؛ می‌توان به والاس بیری، چارلی چاپلین و فرانسیس بوشمن اشاره کرد. بوشمن با دیدن «بِوِرلی بِین»، از استودیو اسنای خواست تا همیشه، او نقشِ اولِ زنِ را در فیلم‌هایش داشته باشد و بدین ترتیب روابط عاشقانه آن‌ها از همان هنگام شکل گرفت و با هم، در ۲۴ فیلم بازی کردند که اولین‌شان «انتخاب پنینگتون» (۱۹۱۵) نام داشت.
این دو زوجِ هنری، در سال ۱۹۱۸ با یکدیگر ازدواج کردند و پس از جدا شدن از استودیو اسنای، با کمپانی «مترو پیکچرز» قرارداد بسته و برای آنان فیلم ساختند و اولین زوج هنری عاشق‌پیشه نیز محسوب می‌شوند.
سرانجام این روابط عاشقانه به سردی گرائید و این‌دو در سال ۱۹۲۴ از هم جدا شدند و کم‌کم، موقعیت حرفه‌ای و شغلی هر دو رو به افول نهاد. بوشمن، لوئیس مایر را در این ماجرا دخیل می‌دانست؛ اما دیگران معتقد بودند که «هالیوود» از اینکه بوشمن همسر خود را طلاق داده و با «بِوِرلی بِینِ» جوان ازدواج کرده بود؛ ناخرسند بوده‌است.
آخرین فیلم صامت او، «جوان پُر شور» (۱۹۲۵) نام داشت. «بِوِرلی بِین» دیگر نتوانست موفقیت خود را در سینما بدست آورد و به‌ناچار به تئاتر بازگشت و از ۱۹۳۰ تا ۱۹۴۰ در تئاتر برادوی به فعالیت پرداخت. در اوایل دههٔ ۴۰ میلادی، او در یک برنامه رادیویی، حضور مستمر داشت و در عین حال به فعالیت‌های انسان دوستانه به نفع مردم جنگ‌زدهٔ انگلستان می‌پرداخت. تنها فیلمِ ناطق او که آخرین فیلم او نیز محسوب می‌شود، «شهر عریان» (۱۹۴۸) نام دارد که در آن، با بری فیتزجرالد و هاوارد داف هم‌بازی بود.
او در سال ۱۹۵۰ از دنیای بازیگری و سینما خداحافظی نمود و در سکاتزدیل، آریزونا سکنی گزید و همان‌جا، در سال ۱۹۸۲ بر اثر سکته قلبی درگذشت.
از فیلم‌هایی که وی در آن نقش داشته‌است، می‌توان به چه اهمیتی داره؟ و رومئو و ژولیت اشاره کرد.